# Anzor Ażyjew
Anzor Ażyjew, także jako Anzor Azhiev, cze. Anzor Aƶiyin, ros. Анзор Ажиев (ur. 20 września 1990 w Prigorodnojach, Czeczeńsko-Inguska Autonomiczna SRR) – polski zawodnik mieszanych sztuk walki wagi piórkowej oraz koguciej, pochodzenia czeczeńskiego.

## Życiorys
Urodził się we wsi koło Groznego w schyłkowym okresie ZSRR na terenie Czeczeńsko-Inguskiej Autonomicznej Socjalistycznej Republiki Radzieckiej. W dzieciństwie przez ok. 8-9 lat trenował zapasy. Był trzykrotnie mistrzem Czeczenii kadetów w zapasach. W tej kategorii wiekowej był również mistrzem Południa Rosji i brązowym medalistą Mistrzostwa Rosji w tej dyscyplinie. Wyjechał z Czeczenii, przebywał w Rosji, gdzie studiował prawo, po czym we wrześniu 2010 trafił do Polski, gdzie od 2009 przebywali jego rodzice i młodszy brat. Od czasu osiedlenia w Polsce rozpoczął treningi MMA w klubie sportowym w Kobyłce. Potem podjął treningi w warszawskim klubie WCA FIGHT TEAM. Stoczył 24 amatorskie walki MMA, z czego 22 zwycięskie. 19 listopada 2011 stoczył pierwszą walkę zawodową, a od swojego drugiego profesjonalnego starcia w 2012 rozpoczął występy w ramach federacji KSW.
Został promowany na niebieski pas brazylijskiego jiu-jitsu. Rozpoczął starania o polskie obywatelstwo. Otrzymał nagrodę Heraklesa Roku 2012 w kategorii Odkrycie Roku. Aktualny trener w klubie WCA Fight Team

## Osiągnięcia[8]

### Zapasy
- Trzykrotny mistrz Czeczenii kadetów w zapasach
- Mistrz Kaukazu i Rosji w zapasach

### Mieszane sztuki walki
- 2011: Zwycięzca I amatorskiego Pucharu KSW, SENIORZY – kat. -66kg[9]
- 2012: Herakles w kategorii Odkrycie Roku
- Mistrz Polski Amatorskiego MMA

## Lista zawodowych walk w MMA
| Wynik     | Bilans  | Przeciwnik (bilans przed walką) | Rozstrzygnięcie                                                     | Runda | Czas | Rozgrywki                     | Data       | Miejsce      | Uwagi                                                |
| --------- | ------- | ------------------------------- | ------------------------------------------------------------------- | ----- | ---- | ----------------------------- | ---------- | ------------ | ---------------------------------------------------- |
| Wygrana   | 7-2 (1) | Kamil Selwa (10-5)              | Decyzja (jednogłośna)                                               | 3     | 5:00 | KSW 38: Live in Studio        | 07.04.2017 | Sękocin Nowy | Debiut w kategorii koguciej, Bonus za walkę wieczoru |
| Wygrana   | 6-2 (1) | Vaso Bakočević (21-9-1)         | Poddanie (duszenie rękoma)                                          | 3     | 1:39 | KSW 33: Materla vs. Khalidov  | 28.11.2015 | Kraków       |                                                      |
| Przegrana | 5-2 (1) | Kleber Koike Erbst (15-3-1)     | Poddanie (duszenie trójkątne nogami)                                | 1     | 3:16 | KSW 30: Genesis               | 21.02.2015 | Poznań       |                                                      |
| Wygrana   | 5-1 (1) | Helson Henriques (7-2-1)        | Decyzja (jednogłośna)                                               | 3     | 5:00 | KSW 28: Fighters Den          | 04.10.2014 | Szczecin     | Bonus za walkę wieczoru                              |
| Przegrana | 4-1 (1) | Artur Sowiński (13-7. 2 NC)     | Dyskwalifikacja (niedozwolone uderzenie kolanem w głowę w parterze) | 1     | 3:07 | KSW 26: Materla vs. Silva III | 22.03.2014 | Warszawa     |                                                      |
| Nieodbyta | 4-0 (1) | Artur Sowiński (13-7. 1 NC)     | No-contest (złamanie nosa Sowińskiego głową Ażyjewa)                | 1     | 1:54 | KSW 24: Starcie Gigantów      | 28.09.2013 | Łódź         |                                                      |
| Wygrana   | 4-0     | Pavel Svoboda (7-0)             | KO (ciosy pięściami)                                                | 2     | 2:06 | KSW 22: Czas Dumy             | 16.03.2013 | Warszawa     | Bonus za nokaut wieczoru                             |
| Wygrana   | 3-0     | Paul Reed (19-9-1)              | Decyzja (jednogłośna)                                               | 3     | 5:00 | KSW 20: Symfonia Walki        | 15.09.2012 | Gdańsk       |                                                      |
| Wygrana   | 2-0     | Cengiz Dana (14-18)             | Decyzja (jednogłośna)                                               | 2     | 5:00 | KSW 18: Unfinished Sympathy   | 25.02.2012 | Płock        |                                                      |
| Wygrana   | 1-0     | Paweł Głębocki (1-2)            | Decyzja (jednogłośna)                                               | 2     | 5:00 | PAMMA – Susz MMA Night 2      | 19.11.2011 | Susz         | Debiut w zawodowym MMA                               |